# Zápas na Letních olympijských hrách 2024
Soutěže v zápasu na Letních olympijských hrách 2024 v Paříži proběhly v hale Grand Palais éphémère od 5. do 11. srpna 2024.

## Česká stopa
řecko-římský
- Artur Omarov

volný styl
- bez české účasti

## Medailisté

### Muži

#### Řecko-římský zápas
| Kategorie | Zlato                              | Stříbro                           | Bronz                                  |
| --------- | ---------------------------------- | --------------------------------- | -------------------------------------- |
| 60 kg     | Keničiro Fumita · Japonsko (JPN)   | Cchao Li-kuo · Čína (CHN)         | Žolaman Šaršenbekov · Kyrgyzstán (KGZ) |
| 60 kg     | Keničiro Fumita · Japonsko (JPN)   | Cchao Li-kuo · Čína (CHN)         | Ri Se Ung · Severní Korea (PRK)        |
| 67 kg     | Saeid Esmaeli Leivesi · Írán (IRI) | Parviz Nasibov · Ukrajina (UKR)   | Hasrat Jafarov · Ázerbájdžán (AZE)     |
| 67 kg     | Saeid Esmaeli Leivesi · Írán (IRI) | Parviz Nasibov · Ukrajina (UKR)   | Luis Orta · Kuba (CUB)                 |
| 77 kg     | Nao Kusaka · Japonsko (JPN)        | Demeu Žadrajev · Kazachstán (KAZ) | Malchas Amojan · Arménie (ARM)         |
| 77 kg     | Nao Kusaka · Japonsko (JPN)        | Demeu Žadrajev · Kazachstán (KAZ) | Akžol Machmudov · Kyrgyzstán (KGZ)     |
| 87 kg     | Semen Novikov · Bulharsko (BUL)    | Alireza Mohmadi · Írán (IRI)      | Žan Beleňuk · Ukrajina (UKR)           |
| 87 kg     | Semen Novikov · Bulharsko (BUL)    | Alireza Mohmadi · Írán (IRI)      | Turpal Bisultanov · Dánsko (DEN)       |
| 97 kg     | Mohammad Hadi Saráví · Írán (IRI)  | Artur Aleksanjan · Arménie (ARM)  | Gabriel Rosillo · Kuba (CUB)           |
| 97 kg     | Mohammad Hadi Saráví · Írán (IRI)  | Artur Aleksanjan · Arménie (ARM)  | Uzur Džuzupbekov · Kyrgyzstán (KGZ)    |
| 130 kg    | Mijaín López · Kuba (CUB)          | Yasmani Acosta · Chile (CHI)      | Amin Mirzazadeh · Írán (IRI)           |
| 130 kg    | Mijaín López · Kuba (CUB)          | Yasmani Acosta · Chile (CHI)      | Meng Ling-če · Čína (CHN)              |

#### Volný styl
| Kategorie | Zlato                                | Stříbro                                    | Bronz                                       |
| --------- | ------------------------------------ | ------------------------------------------ | ------------------------------------------- |
| 57 kg     | Rei Higuči · Japonsko (JPN)          | Spencer Lee · Spojené státy americké (USA) | Aman Sehrawat · Indie (IND)                 |
| 57 kg     | Rei Higuči · Japonsko (JPN)          | Spencer Lee · Spojené státy americké (USA) | Gulomjon Abdullajev · Uzbekistán (UZB)      |
| 65 kg     | Kotaro Kijooka · Japonsko (JPN)      | Rahman Amouzadkhalili · Írán (IRI)         | Sebastian Rivera · Portoriko (PUR)          |
| 65 kg     | Kotaro Kijooka · Japonsko (JPN)      | Rahman Amouzadkhalili · Írán (IRI)         | Islam Dudajev · Albánie (ALB)               |
| 74 kg     | Razambek Džamalov · Uzbekistán (UZB) | Daiči Takatani · Japonsko (JPN)            | Kyle Dake · Spojené státy americké (USA)    |
| 74 kg     | Razambek Džamalov · Uzbekistán (UZB) | Daiči Takatani · Japonsko (JPN)            | Čermen Valijev · Albánie (ALB)              |
| 86 kg     | Magomed Ramazanov · Bulharsko (BUL)  | Hasan Jazdání · Írán (IRI)                 | Aaron Brooks · Spojené státy americké (USA) |
| 86 kg     | Magomed Ramazanov · Bulharsko (BUL)  | Hasan Jazdání · Írán (IRI)                 | Dauren Kuruglijev · Řecko (GRE)             |
| 97 kg     | Achmed Tažudinov · Bahrajn (BRN)     | Givi Matčarašvili · Gruzie (GEO)           | Magomedchan Magomedov · Ázerbájdžán (AZE)   |
| 97 kg     | Achmed Tažudinov · Bahrajn (BRN)     | Givi Matčarašvili · Gruzie (GEO)           | Amirali Azarpira · Írán (IRI)               |
| 125 kg    | Geno Petrijašvili · Gruzie (GEO)     | Amir Hossein Zare · Írán (IRI)             | Taha Akgül · Turecko (TUR)                  |
| 125 kg    | Geno Petrijašvili · Gruzie (GEO)     | Amir Hossein Zare · Írán (IRI)             | Giorgi Mešvildišvili · Ázerbájdžán (AZE)    |

### Ženy

#### Volný styl
| Kategorie | Zlato                                               | Stříbro                                          | Bronz                                            |
| --------- | --------------------------------------------------- | ------------------------------------------------ | ------------------------------------------------ |
| 50 kg     | Sarah Hildebrandtová · Spojené státy americké (USA) | Yusneylys Guzmánová · Kuba (CUB)                 | Jui Susakiová · Japonsko (JPN)                   |
| 50 kg     | Sarah Hildebrandtová · Spojené státy americké (USA) | Yusneylys Guzmánová · Kuba (CUB)                 | Feng C-čchi · Čína (CHN)                         |
| 53 kg     | Akari Fudžinamiová · Japonsko (JPN)                 | Lucía Yepezová Guzmanová · Ekvádor (ECU)         | Čchö Hjo-gjong · Severní Korea (PRK)             |
| 53 kg     | Akari Fudžinamiová · Japonsko (JPN)                 | Lucía Yepezová Guzmanová · Ekvádor (ECU)         | Pchang Čchien-jou · Čína (CHN)                   |
| 57 kg     | Cugumi Sakuraiová · Japonsko (JPN)                  | Anastasia Nichitaová · Moldavsko (MDA)           | Helen Maroulisová · Spojené státy americké (USA) |
| 57 kg     | Cugumi Sakuraiová · Japonsko (JPN)                  | Anastasia Nichitaová · Moldavsko (MDA)           | Chung Kche-sin · Čína (CHN)                      |
| 62 kg     | Sakura Motokiová · Japonsko (JPN)                   | Iryna Koljaděnková · Ukrajina (UKR)              | Aisuluu Tynybekovová · Kyrgyzstán (KGZ)          |
| 62 kg     | Sakura Motokiová · Japonsko (JPN)                   | Iryna Koljaděnková · Ukrajina (UKR)              | Grace Bullenová · Norsko (NOR)                   |
| 68 kg     | Amit Elorová · Spojené státy americké (USA)         | Meerim Žumanazarovová · Kyrgyzstán (KGZ)         | Buse Tosunová Cavusogluová · Turecko (TUR)       |
| 68 kg     | Amit Elorová · Spojené státy americké (USA)         | Meerim Žumanazarovová · Kyrgyzstán (KGZ)         | Nonoka Ozakiová · Japonsko (JPN)                 |
| 76 kg     | Juka Kagamiová · Japonsko (JPN)                     | Kennedy Bladesová · Spojené státy americké (USA) | Milaimys Marínová · Kuba (CUB)                   |
| 76 kg     | Juka Kagamiová · Japonsko (JPN)                     | Kennedy Bladesová · Spojené státy americké (USA) | Tatiana Renteríaová · Kolumbie (COL)             |

## Přehled medailí
| Pořadí | Země                   | Zlato | Stříbro | Bronz | Celkově |
| ------ | ---------------------- | ----- | ------- | ----- | ------- |
| 1      | Japonsko               | 8     | 1       | 2     | 11      |
| 2.     | Írán                   | 2     | 4       | 2     | 8       |
| 3.     | Spojené státy americké | 2     | 2       | 3     | 7       |
| 4.     | Bulharsko              | 2     | 0       | 0     | 2       |
| 5.     | Kuba                   | 1     | 1       | 3     | 5       |
| 6.     | Gruzie                 | 1     | 1       | 0     | 2       |
| 7.     | Uzbekistán             | 1     | 0       | 1     | 2       |
| 8.     | Bahrajn                | 1     | 0       | 0     | 1       |
| 9.     | Ukrajina               | 0     | 2       | 1     | 3       |
| 10.    | Čína                   | 0     | 1       | 4     | 5       |
| 10.    | Kyrgyzstán             | 0     | 1       | 4     | 5       |
| 12.    | Arménie                | 0     | 1       | 1     | 2       |
| 13.    | Chile                  | 0     | 1       | 0     | 1       |
| 13.    | Ekvádor                | 0     | 1       | 0     | 1       |
| 13.    | Kazachstán             | 0     | 1       | 0     | 1       |
| 13.    | Moldavsko              | 0     | 1       | 0     | 1       |
| 17.    | Ázerbájdžán            | 0     | 0       | 3     | 3       |
| 18.    | Albánie                | 0     | 0       | 2     | 2       |
| 18.    | Severní Korea          | 0     | 0       | 2     | 2       |
| 18.    | Turecko                | 0     | 0       | 2     | 2       |
| 21.    | Kolumbie               | 0     | 0       | 1     | 1       |
| 21.    | Dánsko                 | 0     | 0       | 1     | 1       |
| 21.    | Řecko                  | 0     | 0       | 1     | 1       |
| 21.    | Indie                  | 0     | 0       | 1     | 1       |
| 21.    | Norsko                 | 0     | 0       | 1     | 1       |
| 21.    | Portoriko              | 0     | 0       | 1     | 1       |
| celkem | celkem                 | 18    | 18      | 18    | 72      |